# Edsta (Sundsvall)
Edsta is een plaats in de gemeente Sundsvall in het landschap Medelpad en de provincie Västernorrlands län in Zweden. De plaats heeft 68 inwoners (2005) en een oppervlakte van 35 hectare.